# Hiroshi Kobayashi
Hiroshi Kobayashi (小林 弘?, Kobayashi Hiroshi; Gunma, 23 agosto 1944) è un ex pugile giapponese, campione mondiale unanimemente riconosciuto (1967-1969) e poi WBA (1969-1971)  dei pesi leggeri jr..

## Carriera
Passa professionista a nemmeno diciotto anni il 2 luglio 1962. Dopo un precedente tentativo andato a vuoto, il 28 settembre 1964 conquista il titolo giapponese dei pesi piuma. Lo difende vittoriosamente per sette volte, sino al 1967.
14 dicembre 1967 al Kuramae Kokugikan di Tokyo mette KO al 12º round il connazionale Yoshiaki Numata e conquista il titolo mondiale dei pesi leggeri jr.. Mantiene la cintura pareggiando con il filippino René Barrientos al Nippon Budokan il 30 marzo 1968. 
Il 20 giugno 1968, in un match senza titolo in palio, è sconfitto a Los Angeles dalla giovane promessa statunitense Mando Ramos .  La rivincita non si tiene perché Ramos preferisce combattere nella categoria dei leggeri.
Kobayashi difende vittoriosamente il titolo battendo ai punti Jaime Valladares. Il 19 gennaio 1969 è però dichiarato decaduto dalla WBC per non aver affrontato René Barrientos dopo che il contratto tra i due era stato già firmato. Il giapponese mantiene tuttavia lo “status” di campione lineare  e continua a difendere il titolo mondiale riconosciuto dalla sola WBA. Consegue quattro vittoriose difese consecutive. 
Il 29 luglio 1971 è battuto in casa per KO alla decima ripresa dal venezuelano Alfredo Marcano e perde anche la cintura WBA. La rivista statunitense Ring Magazine nomina l'incontro sorpresa dell’anno del 1971, ritenendolo quello conclusosi nel modo più contrario alle aspettative generali, sconvolgendo ogni previsione.
Il 16 ottobre 1971, al limite dei pesi leggeri, è sconfitto a Panama dall’astro nascente Roberto Durán, detto “Mani di pietra”, per KO al settimo round . È il suo ultimo incontro e, a soli ventisette anni, si ritira dal pugilato.